# 袁德妃
袁德妃（?—?），中國五代十国之南楚开国國王武穆王馬殷的德妃，衡陽王馬希聲的母亲，美貌出眾，史称有殊色，在馬殷的宫中很得宠。进位德妃。文昭王馬希範继位，怨恨衡陽王与他同日出生却在他之前即位，督責衡陽王的母弟馬希旺，對德妃也不以禮相待。德妃在馬希旺死之前，憂鬱而終。